# روكساتيدين
روكساتيدين هو أحد حاصرات مستقبلات الهستامين 2 ويستخدم في علاج القرحة الهضمية ومتلازمة زولينجر إيليسون والتهاب المريء والتهاب المعدة ومرض ارتجاع المريء.
يتوفر روكساتيدين في عدة بلدان مثل كوريا واليابان والصين واليونان وألمانيا وإيطاليا وجنوب أفريقيا.